# Sohier
Sohier (Waals: Sohire) is een dorp in de Belgische provincie Luxemburg en een deelgemeente van Wellin. Tot 1 januari 1977 was het een zelfstandige gemeente.
Het dorp is opgenomen in de lijst van de mooiste plaatsjes in Wallonië (Les Plus Beaux Villages de Wallonie). In Sohier liggen ook de dorpjes Froidlieu en Fays-Famenne. Het zuiden van het grondgebied wordt bedekt door bossen.

## Demografische ontwikkeling
- Bronnen:NIS, Opm:1831 tot en met 1970=volkstellingen, 1976= inwoneraantal op 31 december

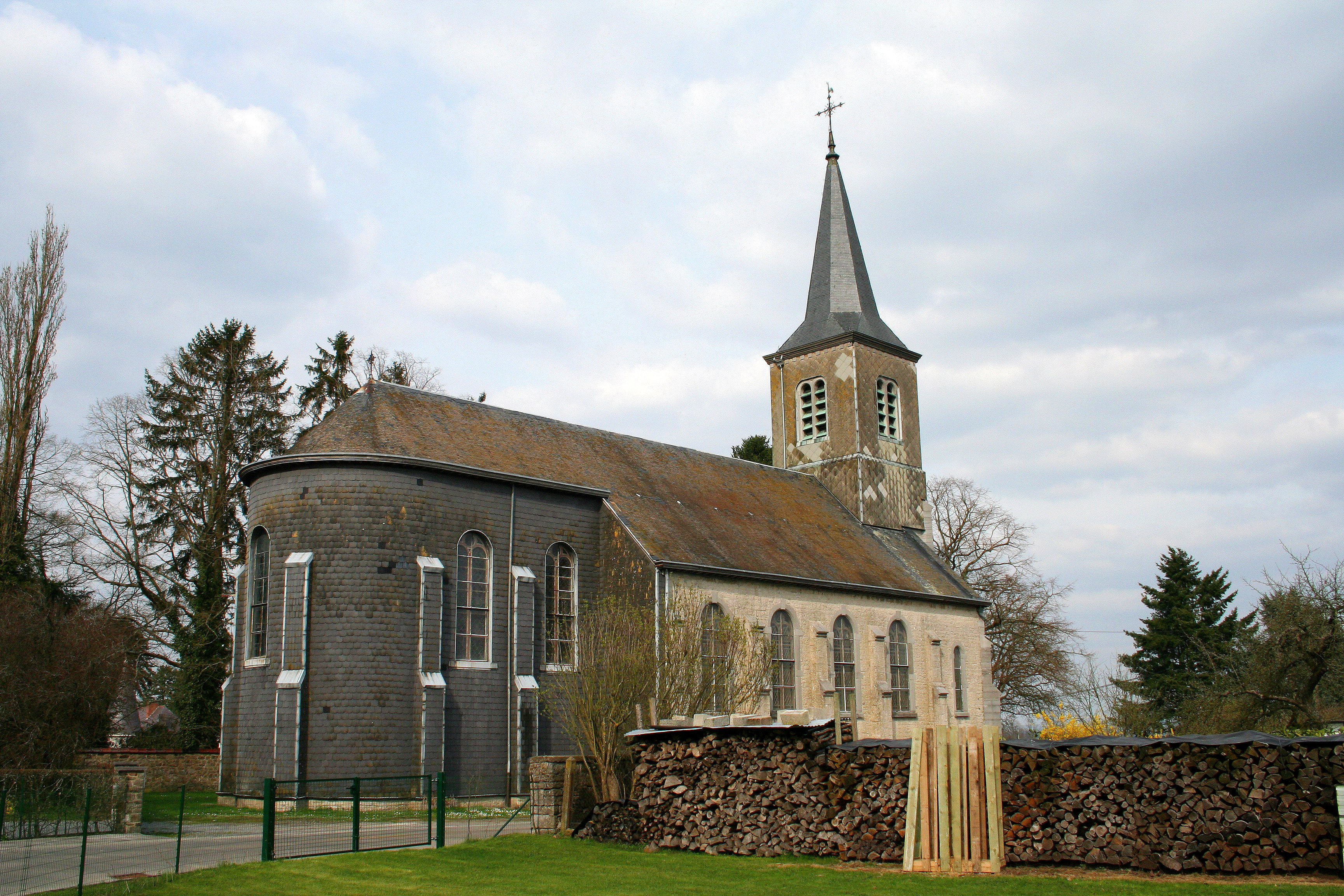
De Sint Lambertuskerk (XIXde eeuw)

Deelgemeenten: Chanly · Halma · Lomprez · Sohier · Wellin

Overige dorpen en gehuchten: Barzin · Froidlieu · Fays-Famenne · Neupont

Belgische gemeenten · Arrondissement Neufchâteau · Luxemburg · Wallonië